# Ostalgie

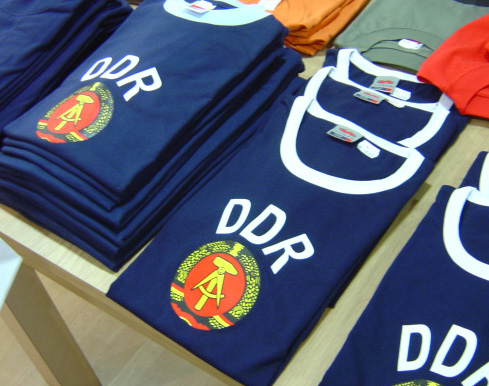
Koszulki z godłem DDR

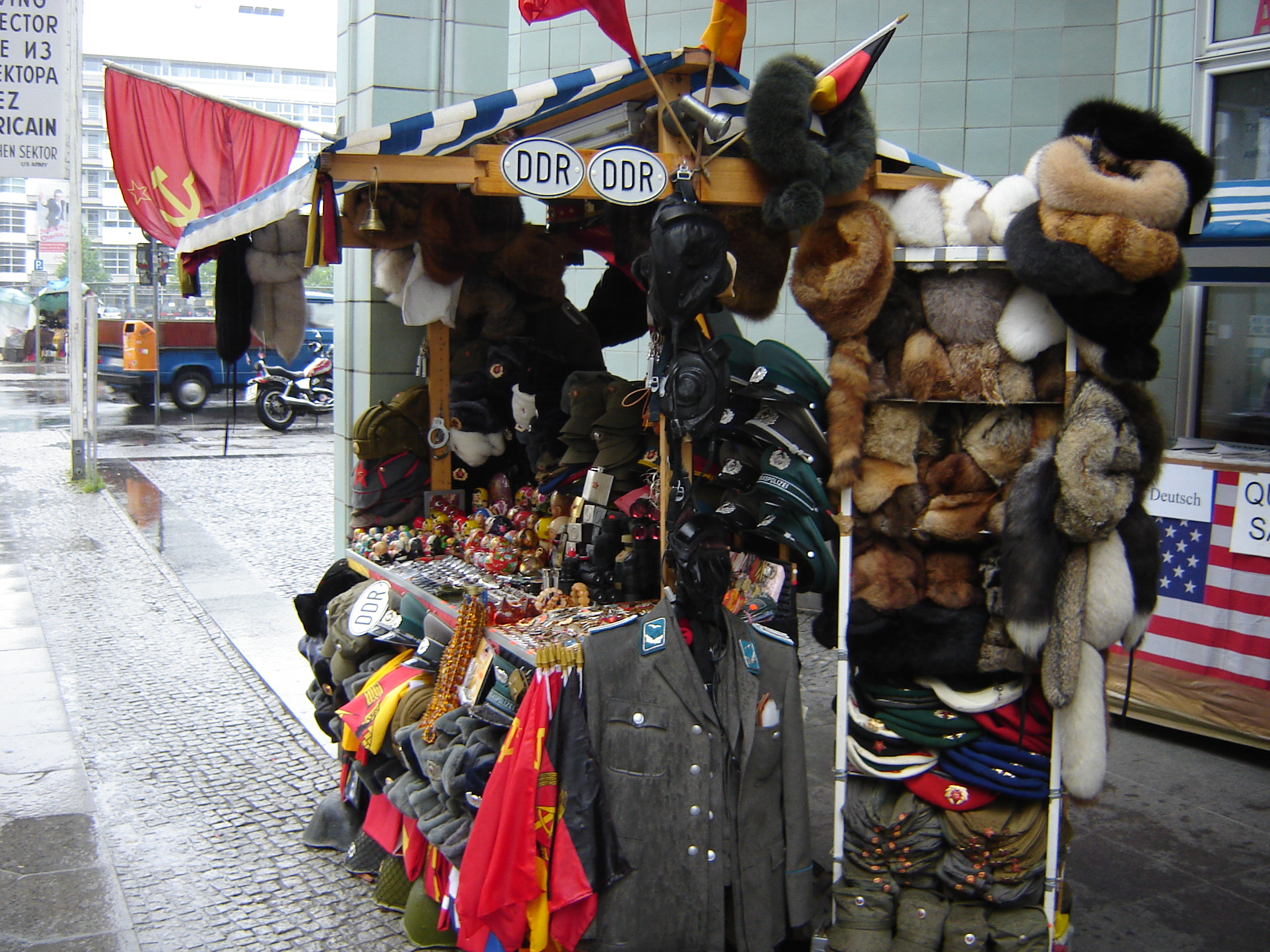
Stoisko z pamiątkami z czasów NRD w Berlinie

Ostalgie (z niem. Ostalgia od słów Ost (wschód) oraz Nostalgie (nostalgia)) – termin określający zjawisko tęsknoty za czasami Niemieckiej Republiki Demokratycznej (NRD). Użycie tego określenia po raz pierwszy przypisuje się drezdeńskiemu kabareciście i aktorowi Uwe Steimle.

## Znaczenie
Fenomen ostalgii przybiera dwie główne formy. Wyrasta z tęsknoty za małą stabilizacją (np. programem – w praktyce minimalnych – osłon socjalnych), charakteryzującą kraje komunistyczne przed upadkiem systemu, i jest wyrazem strachu odrzuconych przez prawa wolnego rynku, ale w lżejszej formie może przejawiać się fascynacją wyprodukowanymi w czasach realnego socjalizmu przedmiotami (na przykład samochodami marki Trabant czy Wartburg).
Na ostalgii opiera się dzisiejsza popularność wielu artystów tworzących za czasów NRD, ale także współczesnych dzieł podejmujących temat przeszłości (na przykład film Good bye, Lenin!).
Zjawisko podobne do ostalgii (czyli tęsknota za czasami komunizmu) występuje w niemal wszystkich państwach byłego Bloku Wschodniego, także w Polsce (nostalgia za PRL-em) oraz w szczególności w krajach byłego ZSRR, szczególnie w Rosji, gdzie silna jest nostalgia za czasami istnienia Związku Radzieckiego. Natomiast w krajach byłej Jugosławii podobnym zjawiskiem jest tzw. Jugonostalgia, czyli tęsknota za czasami Socjalistycznej Federacyjnej Republiki Jugosławii.